# 严松章
严松章，号东牧，1901年考入北洋大学堂，为清华大学早期特别生，被派往哈佛大学攻读建筑工程。曾任耀华中学第二任校长。